# Acordo Índia–Sri Lanka
Acordo de Paz Índia-Sri Lanka foi um acordo assinado em Colombo em 29 de julho de 1987 entre o primeiro-ministro indiano Rajiv Gandhi e o presidente do Sri Lanka J. R. Jayawardena. O acordo visava resolver a Guerra Civil do Sri Lanka. Sob os termos do acordo, Colombo concordou com a devolução do poder às províncias, as tropas do Sri Lanka deveriam ser retiradas para seus quartéis no norte e os rebeldes tâmeis deveriam entregar suas armas.
É importante salientar porém, que os grupos tâmeis, nomeadamente os Tigres de Liberação do Tamil Eelam (TLTE) (que na época era uma das mais fortes forças tâmeis) não havia sido incluído nas negociações e, inicialmente, concordou em entregar suas armas para a Força de Manutenção de Paz Indiana (em inglês:  Indian Peace Keeping Force, IPKF) com relutância. Dentro de alguns meses no entanto, este explodiria num confronto ativo. Os Tigres de Liberação do Tamil Eelam declararam a sua intenção de continuar a luta armada por um Tamil Eelam independente e recusou a se desarmar. A Força de Manutenção de Paz Indiana se encontrava envolvida em uma ação policial sangrenta contra o TLTE. Para complicar ainda mais o retorno à paz, teria uma insurgência crescente cingalesa no sul.[carece de fontes?]